# Knihovna Christiana Weise v Žitavě
Knihovna Christiana Weise v Žitavě (německy Christian-Weise-Bibliothek Zittau; zkráceně CWBZ) je organizační jednotkou společnosti Kultur- und Weiterbildungsgesellschaft Löbau-Zittau mbH (KuWeit) se sídlem v Löbau. Tato společnost pečuje o Veřejnou knihovnu ve staré Solnici v Žitavě, Okresní doplňkovou knihovnu, Vědecké a regionální historické fondy a Městskou knihovnu v Löbau. K nejcennějším exemplářům Knihovny Christiana Weise patří sedm žitavských misálů z 15. a 16. století. V historických fondech jsou cenné rukopisy Christiana Weise a pozůstalosti regionálních historiků Christiana Adolpha Peschecka a Carla Gottloba Moráwka. Velkou historickou hodnotu má také sbírka 4500 pohřebních kázání. Sbírka Lusatica obsahuje unikátní prameny k dějinám Horní Lužice. Knihovna Christiana Weise v Žitavě založená v roce 1564 je nejstarší městskou knihovnou v Horní Lužici.

## Historie

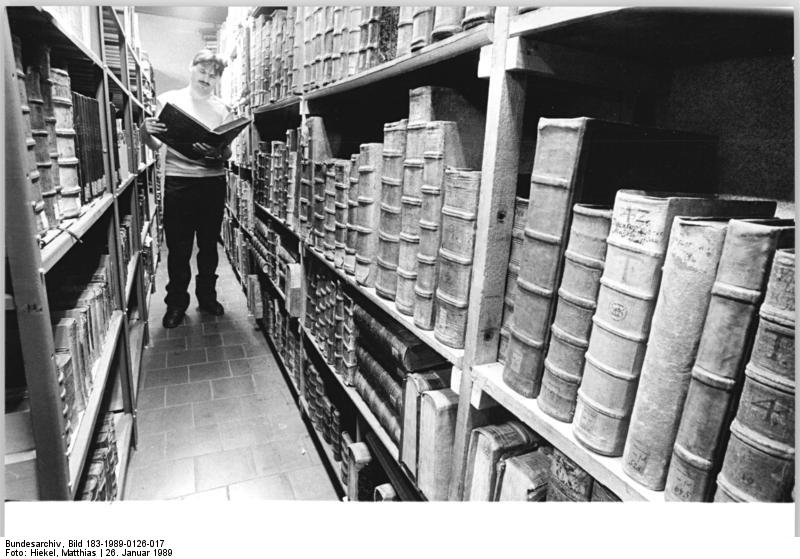
Sbírka rukopisů Knihovny Christiana Weise (1989, Spolkový archiv)

Radní knihovna města Žitavy je poprvé zmíněna roku 1564, kdy v období, v němž byl purkmistrem Nikolaus von Dornspach, patrně vznikla z původní sbírky františkánského kláštera. V roce 1607 získala knihovna vlastní prostory v tzv. Väterhofu, odkud byla za třicetileté války z bezpečnostních důvodů přemístěna do původní budovy gymnázia. V roce 1665 byla přesunuta do objektu bývalého františkánského kláštera, kde knihovnu spravoval učitel Elias Weise. Jeho syn, Christian Weise, převzal vedení této instituce roku 1679. V období Weisova působení zažila knihovna nebývalý rozkvět a jakožto Zittauische Bibliothec se stala známou i za hranicemi regionu. V roce 1709 vznikl v přístavbě bývalého kláštera, tzv. Heffterbau, nový sál určený pro rarity knihovní sbírky. V této době byl utvořen klasifikační systém, který se v úplnosti zachoval. Kompletní sbírka byla prohlášena „veřejnou radní knihovnou“ roku 1731. Jako první knihovník tu byl zaměstnán právník Christian August Mayer, za něhož byla knihovna přístupná po dva dny v týdnu. Za ostřelování města císařským vojskem roku 1757, budova zničena nebyla, v roce 1786 však radnice financovala celkovou obnovu knihovních prostor.
V 19. století se rozrůstaly zvláště regionální fondy, které převzaly četné pozůstalosti významných historiků a sběratelů knih, jako byl Christian Adolph Pescheck, Carl Gottlob Moráwek, Alfred Moschkau, Moritz Oskar Sauppe, Johann Carl Heffter a další. V tomto zakladatelském období (Gründerzeit) se neobyčejně rozvíjely nejrůznější vzdělávací iniciativy, takže v Žitavě vedle Veřejné městské knihovny vznikla Lidová knihovna s čítárnou, umístěná od roku 1909 v Dornspachově domě, a jedna soukromá knihovna Žitavského dělnického vzdělávacího spolku. Tyto knihovny byly po první světové válce spojeny a převzaty pod městskou správu.
Lidové knihovny byly nacisty považovány za důležitý mocenský prostředek nacionálně socialistického vzdělávání. Z tohoto důvodu byla z knihoven vyřazována „braková literatura“ a docházelo také k veřejnému pálení děl „rozkladných“ židovských, marxistických a liberálních autorů. Na konci druhé světové války bylo ze strachu před bombardováním Žitavy převezeno více než 2000 svazků zahrnujících i vzácné tisky a rukopisy na venkov do hájovny v českých Petrovicích (Petersdorf), která tehdy patřila do vlastnictví žitavské radnice. Po zdlouhavých jednáních byly v roce 1957 knihy vráceny, malou část z nich převzala Státní knihovna ČSR (dnešní Národní knihovna České republiky).
Již za sovětské okupační správy roku 1946 byla po odstranění nacistické a militaristické literatury znovu otevřena Městská knihovna v Žitavě. V roce 1951 byla tato instituce spojena s veřejnou lidovou knihovnou a stala se tak „Všeobecnou veřejnou knihovnou“. Roku 1954 získala svůj dnešní název „Knihovna Christiana Weise“, jejím zřizovatelem se stal okres Žitava. V padesátých letech rozhodla vláda NDR o navrácení části fondu Bohemica, jenž vznikl z knih a rukopisů, jež se do Žitavy dostaly s českými exulanty. V roce 1958 tak byl repatriován Žaltář s notami z roku 1618, z něhož se v pražské Staroměstské radnici modlili protestanti popravení roku 1618 a jejichž jména jsou zapsána na poslední straně žaltáře. Dále byl vrácen exemplář Komenského učebnice Janua linguarium reserata (Brána jazyků otevřená) a jeden opis jeho díla Hageus redivivus. V soupise těchto repatriací, který pořídily Emma Urbánková a Bedřiška Wižďálková, je uvedeno celkem 77 titulů, mj. opis jednání o českou konfesi v díle Kollina z Chotěřiny, astronomické a medicínské rukopisy z 15. století a zbytky knihoven Pavla Krupia a Matěje Krocínovského a dalších. V roce 1968 se žitavská knihovna stala „Městskou a okresní knihovnou“, a měla proto plnit jak lokální, tak nadregionální úlohu, což znamená, že měla pod svou správou i ostatní knihovny v okrese Žitava. Roku 1976 byl založen klub mládeže Knihovny Christiana Weise. V osmdesátých letech byla nabídka knihovny rozšířena o dětské a hudební oddělení a o vědecké a regionální historické fondy. Stinnou stránkou tohoto období jsou citelné ztráty ve všech knihovních fondech v letech 1977–1983, k nimž vedly ideologicky motivované „reorganizační práce“. Vyřazeno bylo asi 430 disertací a 20 000 knih, které byly odvezeny do Drážďan a do Centrálního antikvariátu NDR v Lipsku. Velká část těchto knih je pro žitavskou knihovnu nenávratně ztracena, jen 2100 svazků se v roce 2001 podařilo získat zpět. Po těchto ztrátách navíc došlo v roce 1988 v historických fondech k několika krádežím, při nichž se ztratily cenné tisky, které se alespoň z části podařilo získat zpátky v jednotlivých soudních sporech či aukcích.

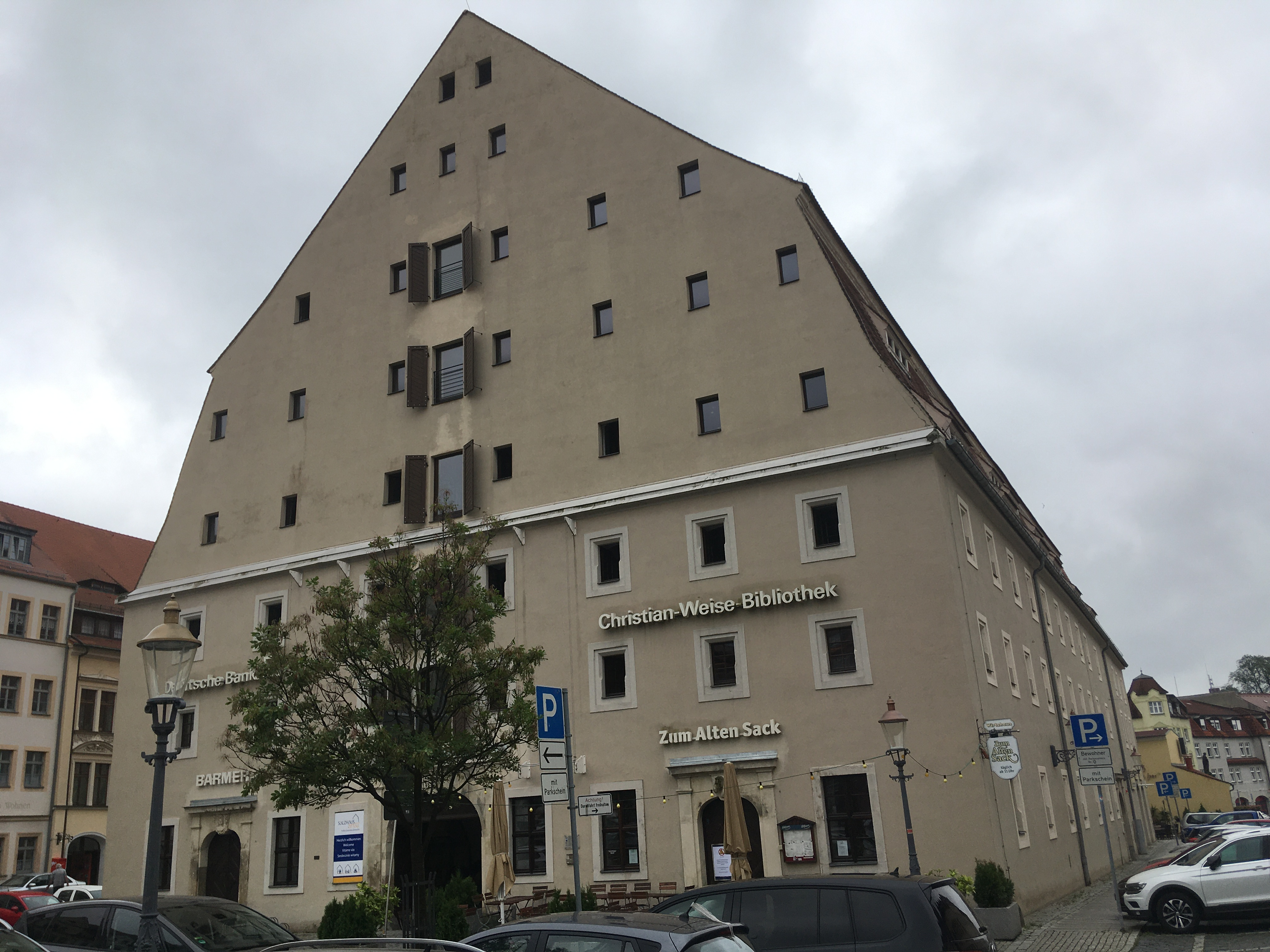
Veřejná knihovna (Neustadt 47)

Po znovusjednocení Německa a obnově Svobodného státu Sasku se veřejné knihovny opět vrátily pod komunální správu. V roce 1992 se v Žitavě konalo 1. sympozium k 350. výročí od narození Christiana Weise. Po správní reformě v Sasku se zřizovatelem knihovny stal nový okres Löbau-Žitava. V roce 1999 byla založena Pracovní skupina knihoven Euroregionu Nisa, v jejímž rámci se knihovna angažuje v přeshraniční spolupráci s Polskem a Českou republikou. Roku 2001 byla po celkové rekonstrukci slavnostně otevřena nová archivní budova v Lisa-Tetzner-Straße, v níž se od té doby nacházejí Vědecké a regionální historické fondy. V roce 2002 byla v rekonstruované historické Solnici otevřena Veřejná knihovna, která zde zaujímá 2000 m² plochy. Po založení veřejně prospěšné společnosti Kultur- und Weiterbildungsgesellschaft Löbau-Zittau mbH (KuWeit) se sídlem v Löbau, které proběhlo v rámci komunální privatizace, je knihovna od roku 2004 organizační jednotkou této společnosti. V roce 2008 se k 300. výročí úmrtí Christiana Weise konalo 2. mezinárodní sympozium. Od roku 2012 se knihovna podílí na projektu digitalizace polských knihovních fondů, roku 2013 byl zaveden nový standard služeb založený na systému Bibo-Sax. Dne 13. června 2014 se na žitavské radnici konal slavnostní akt ke 450 letům od založení knihovny. V konsorciálním projektu Národního muzea, Národního památkového ústavu a Národní knihovny ČR byla v letech 2018–2022 virtuálně rekonstruována knihovna Pavla Krupského (Paulus Cruppius) († 1667), z níž Knihovna Christiana Weise vlastní 90 knih a sbírka Pavla Černovického (asi 1590–1632) obsažená v Krupského knihovně. Zbylou část sbírky Matěje Krocínovského (1583–1648) se zatím nalézt nepodařilo.

## Budovy

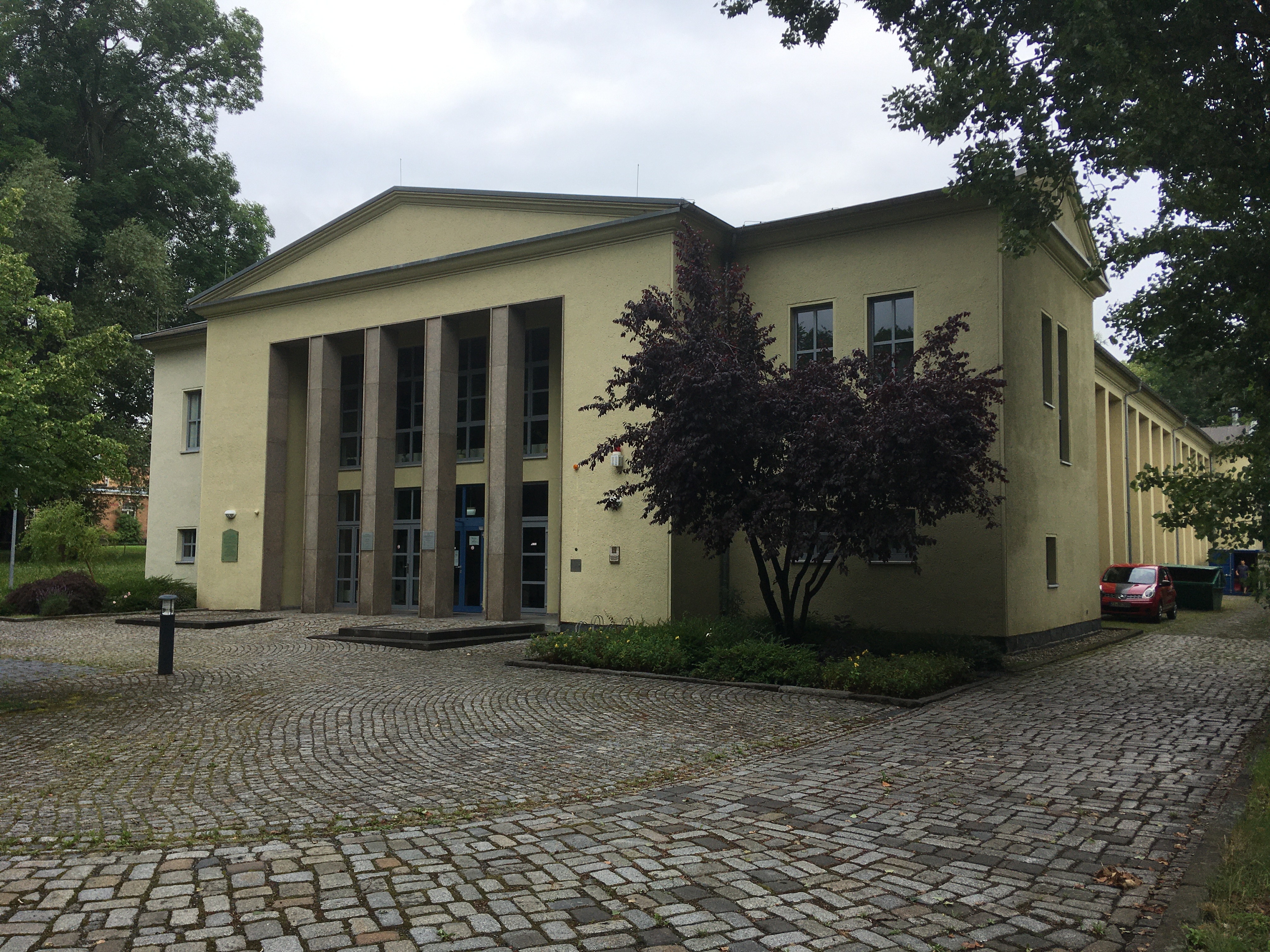
Vědecké a regionální historické fondy (Lisa-Tetzner-Str. 11)

### Veřejná knihovna vSolnici
Po 50 letech svého umístění v Bahnhofstraße sídlí Veřejná knihovna a Okresní doplňková knihovna od 23. dubna 2002 v historické budově Solnice na adrese Neustadt 47. Vstup do knihovny je bezbariérový. Pro kočárky a vozíčkáře je k dispozici výtah v prosklené přístavbě. Parkování je možné za poplatek v okolí Solnice. Veřejná knihovna prezentuje aktuální a rozsáhlý fond, pořádá tematické prohlídky, lekce čtení pro školní děti, Knižní léto v Sasku a nejrůznější výstavy. V Solnici je k dispozici asi 70 000 médií, z toho 22 100 svazků literatury faktu a odborné literatury, 14 200 svazků beletrie, 14 300 svazků literatury pro děti a mládež, 86 předplacených časopisů, 8000 CD, 5700 DVD, 300 Blu-ray nosičů, 375 her a 700 CD/DVD ROMů určených pro herní konzole.

### Vědecké a regionální historické fondy
Nová budova Vědeckých a regionálních historických fondů, která se nachází v Lisa-Tetzner-Str. 11 (vchod z Kantstraße), byla postavena v někdejším vojenském areálu roku 1952 jako kulturní dům Lidové armády NDR. Po roce 1990 byla několik let opuštěná, v letech 1999–2001 proběhla rekonstrukce a stavební úprava na budovu okresního archivu a sídlo historických fondů knihovny. Od svého otevření dne 11. června 2001 jsou Vědecké a regionální fondy (zkráceně Altbestand) prezenční knihovnou, takže fondy lze prohlížet pouze ve studovně a nelze je půjčovat mimo budovu. Nerezidentům se doporučuje předběžná registrace. Ve starých fondech je aktuálně uloženo 60 900 medií.

## Fondy

### Rukopisy a staré tisky
Největším pokladem žitavské knihovny je sedm žitavských misálů, což jsou pergamenové rukopisy vázané v kůži z 15. a 16. století. Obsahují četné barevné iluminace, 3 z nich patří k nejstarším rukopisům v Knihovně Christiana Weise. Jedná se o misály pražské arcidiecéze z roku 1410, které byly převezeny do františkánského kláštera v Žitavě v roce 1421 poté, co pražská katedrální kapitula uprchla před husity a usadila se ve zdejším klášteře. Po návratu kanovníků do Prahy roku 1437 zůstaly misály k liturgickému využití v Žitavě. Další vzácností je kopie Rudolfova majestátu z roku 1609, což je jediný věrohodný existující opis, dále Codex Zittaviensis s textem Starého zákona v řečtině, více než 2000 regionálně významných rukopisů, mj. nejstarší městská kronika, jejímž autorem je Jan z Gubenu († 1387), a konečně sbírka rukopisů Christiana Weise a sbírka privátních textů, které vznikaly u příležitosti narození, svateb a pohřbů (tzv. Leichenpredigten), v níž je obsaženo více než 9000 jednotek. Tyto archiválie mají značný význam pro historiky a genealogy.

### Lusatica
Fond regionální literatury specializovaný na Horní Lužici a severní Čechy zahrnuje více než 10 000 svazků, které dnes patří k nejčastějším prezenčním výpůjčkám a ke kterým směřuje většina dotazů od uživatelů. Tento fond je stále rozšiřován, a žitavská Knihovna Christiana Weise je proto centrem regionální historiografie a etnografie.

## Publikace
- Christian Weise : 1642–1708 ; Gedenken anlässlich seines 350. Geburtstages ; [Festschrift]. Redakce Benedikt Sommer. Zittau: Christian-Weise-Bibliothek, 1993. 39 s. (německy)
- Die Zittauer Missalen : Ausstellung im Kapitelsaal der Städtischen Museen Zittau ; [Schätze mittelalterlicher Buchmalerei ; ein Begleitheft zur Ausstellung]. Zittau: Christian-Weise-Bibliothek, 1997. 23 s. (německy)
- Christian Weise : zum 290. Todestag am 21. Oktober 1998. Příprava vydání Uwe Kahl. Zittau: Christian-Weise-Bibliothek, Wiss. und Heimatgeschichtlicher Altbestand, 1998. 62 s. (německy)
- Bibliotheksjournal der Christian-Weise-Bibliothek Zittau : Quellenforschung, Historisches, Bibliographisches und Biographisches aus Zittau und der Oberlausitz.  Zittau: Christian-Weise-Bibliothek, 1998–2003, Heft 1–30. (německy)